# Peter Stalfors
Peter Stalfors är en svensk dansare i BRR-danserna. Tillsammans med sin partner Marielle Andersson har han tagit ett flertal SM-medaljer och även en VM-silvermedalj (2006) i grenen bugg. 

## Höjdpunkter i karriären

### Bugg med Marielle Andersson
- 2005: SM-silver[1]
- 2006: VM-silver och SM-silver[2][3]
- 2007: VM-fyra[4]
- 2007: SM-Guld[5]]